# 史氏伞管螺
史氏伞管螺（学名：Tripidauchenia schomburgi），是柄眼目烟管蜗牛科伞管螺属的一种。

## 分佈
本物種見於中国大陆的湖南省。
常栖息在熱帶、亞熱帶雨林中的潮濕，多腐殖質環境，棲息於石灰岩、岩縫、洞穴及潮濕的樹幹上。